# Прапор Перу
Прапор Перу був прийнятий урядом Перу 21 жовтня 1820 року. Прапор поділений на три смуги: дві червоні та одну білу. День прапора відзначається 7 червня, у річницю битви під містом Арика.

## Еволюція прапора Перу
| Вигляд | Опис                                |
| ------ | ----------------------------------- |
|        | 14 травня — 21 листопада 1820       |
|        | 21 листопада 1820 — 15 березня 1822 |
|        | 15 березня 1822 — 31 травня 1822    |
|        | 31 травня 1822 — 25 лютого 1825     |
|        | Урядовий прапор Перу                |
|        | Загальногромадянський прапор Перу   |

## Конструкція прапора
|                     |
| Конструкція прапора |